# Beija-flor-coroado
O beija-flor-coroado (Thalurania colombica) é uma espécie de ave da família dos beija-flores Trochilidae. Encontra-se em Belize e Guatemala ao norte do Peru. Os seus habitats naturais são: floresta subtropical ou tropical húmida de baixa altitude, floresta subtropical ou tropical húmida de montanha e floresta secundária altamente degradada.

## Taxonomia
O beija-flor-coroado foi formalmente descrita em 1843 pelo ornitólogo francês Jules Bourcier a partir de um espécime coletado na Colômbia. Ele cunhou o nome binomial Ornismya colombica. Esta espécie é agora colocada no gênero Thalurania que foi introduzido por John Gould em 1848.
Sete subespécies são reconhecidas:
- T. c. townsendi Ridgway, 1888 – Guatemala, Belize e Honduras
- T. c. venusta ( Gould, 1851) – Nicarágua ao Panamá
- T. c. colombica ( Bourcier, 1843) - norte da Colômbia e noroeste da Venezuela
- T. c. rostrifera Phelps & Phelps Jr, 1956 – noroeste da Venezuela
- T. c. fannyae ( Delattre & Bourcier, 1846) – ninfa da floresta de coroa verde – leste do Panamá a oeste da Colômbia
- T. c. subtropicalis Griscom, 1932 – Vale do Cauca e Andes próximos (centro-oeste da Colômbia)
- T. c. verticeps (Gould, 1851) – sudoeste da Colômbia e noroeste do Equador
- T. c. hypochlora Gould, 1871 – Woodnymph de barriga de esmeralda – oeste do Equador e noroeste do Peru

A ninfa da floresta de coroa verde T. c. fannyae já foi tratado como uma espécie separada. O woodnymph mexicano foi anteriormente considerado como uma subespécie.

## Descrição
O beija-flor-coroado adulta é 10,2 cm de comprimento e pesa 4,5 g. Tem uma coroa violeta, parte superior das costas, ombros e barriga, uma garganta e peito verdes brilhantes, parte inferior das costas verde e uma cauda preto-azulada profundamente bifurcada. A fêmea é 8,4-9 cm de comprimento e pesa 3,5 g. Ela é verde brilhante em cima e verde mais opaco embaixo, com garganta e peito cinza. Sua cauda é arredondada, principalmente verde perto do corpo, mas com uma metade inferior preto-azulada e cantos brancos. Os machos jovens carecem de violeta ou iridescência e são de cor bronze abaixo. As fêmeas imaturas têm franjas amarelas nas penas da nuca, rosto e garupa. A chamada é um kip rápido e agudo.

## Distribuição e habitat
O beija-flor-coroado é uma ave comum a abundante de várzeas húmidas e sopés até 2500 m, podendo deslocar-se mais alto quando não está em reprodução.

## Comportamento
A fêmea é inteiramente responsável pela construção do ninho e incubação. A ninhada são dois ovos brancos em um ninho de fibra vegetal de 1 a 5 m de altura em um galho horizontal. A incubação leva de 15 a 19 dias e a incubação de mais 20 a 26 dias.
O alimento desta espécie é o néctar, retirado de uma variedade de flores. Os machos se alimentam no dossel, onde suas plantas alimentícias incluem Ericaceae e bromélias epífitas, e defendem flores e arbustos em seus territórios de alimentação. As fêmeas ficam no sub-bosque. Após a reprodução, ambos os sexos podem se concentrar em Helicônias . Assim como outros beija-flores, a ninfa-do-pau também leva pequenos insetos e aranhas como fonte essencial de proteína.
Estudos têm mostrado diferenças territoriais entre machos e fêmeas. Os territórios de ninfas coroadas femininas são de maior qualidade em comparação com os machos. Isso ocorre porque as fêmeas são mais agressivas na defesa de seu território. Os territórios femininos também receberam mais intrusos contrários aos masculinos e produziram maior volume médio de néctar. Esses fatores apontam para o fato de que as ninfas-do-mato-coroadas femininas possuem territórios de alimentação de maior qualidade do que os machos.